# Zlatá maska
Zlatá maska je česko-slovenská verze reality show založené na formátu The King of Masked Singer, která vznikla v Jižní Koreji a byla vysílána například v USA, Spojeném království, Bulharsku, Německu nebo v Nizozemsku. Show připravila TV Prima společně s TV JOJ, první epizoda první série byla na obou stanicích odvysílána 6. září 2020. Během 10 epizod se na pódiu objevilo 12 celebrit, které byly zamaskované. Čtyřčlenná porota měla za úkol soutěžící odhalit. Vítězkou 1. řady se stala Lucia Siposová v masce bubáka.

## Formát
Soutěže se účastní 12 osobností – herců, sportovců a zpěváků – 6 z Česka a 6 ze Slovenska. Jelikož jsou ale důkladně zamaskovaní, jejich totožnost zůstává neznámá, z důvodu dokonalého utajení byla show navíc natáčena v Budapešti v Maďarsku a celé složení účinkujících znali pouze dva lidé. O koho se jedná, zjišťuje čtyřčlenná porota takzvaných detektivů, kteří tak celebritu mají poznat podle zpěvu či pohybu. V každém dílu vypadává jedna osobnost, teprve poté je odmaskována a odhalena. Úkolem diváků v hledišti je ohodnotit pěvecký výkon a celkovou show na pódiu.

## Obsazení

### Moderátor
Moderátorem první řady byl Martin „Pyco“ Rausch.

### Detektivové
Tzv. detektivové jsou vždy čtyřčlenní, stálými členy 1. řady byli pouze český zpěvák a moderátor Jakub Prachař a slovenský moderátor, divadelní a filmový herec Michal Hudák. Tyto detektivy doplnili nestálí členové – Jiřina Bohdalová, Libor Bouček, Marta Verner, Andrea Verešová a Celeste Buckingham.

## Soutěžící

### První řada
První řada měla původně odstartovat v březnu roku 2020, kvůli pandemii koronaviru byla ale odložena na podzim. První díl byl odvysílán v neděli 6. září 2020 ve 20.15. Z původních 780 000 diváků ale sledovanost po dvou týdnech klesla o téměř 39 %, Prima se proto rozhodla od 4. října pořad přesunout na pozdější čas, a to 21.25. V původním vysílacím slotu show nahradily premiérové díly seriálu Polda. Ještě horší výsledky zaznamenala show na Slovensku, kde sledovanost oproti první epizodě, kterou vidělo 508 000 lidí, spadla po měsíci o více než 60 %. TV JOJ proto od 3. října pořad přesunula na sobotu na pozdější večerní čas.
| Legenda | Legenda      | Legenda | Legenda            |
| ------- | ------------ | ------- | ------------------ |
| 1.      | Vítěz        | ✔       | Vyhrál duel        |
| 2.      | Druhé místo  | ✔       | Záchrana           |
| 3.      | Třetí místo  | ✔       | Zóna ohrožení      |
|         | Nevystupoval | ✘       | Vyřazen ze soutěže |

| Postava     | Medailonek | Osobnost                   | Povolání celebrity                            | Epizody | Epizody | Epizody | Epizody | Epizody | Epizody | Epizody | Epizody | Epizody | Epizody |
| Postava     | Medailonek | Osobnost                   | Povolání celebrity                            | 1       | 2       | 3       | 4       | 5       | 6       | 7       | 8       | 9       | 10      |
| ----------- | ---------- | -------------------------- | --------------------------------------------- | ------- | ------- | ------- | ------- | ------- | ------- | ------- | ------- | ------- | ------- |
| Bubák       |            | Lucia Siposová             | herečka, modelka, spisovatelka a podnikatelka |         | ✔       |         | ✔       | ✔       |         | ✔       | ✔       | ✔       | 1.      |
| Robot       |            | David Gránský              | zpěvák, herec a moderátor                     |         | ✔       |         | ✔       |         | ✔       | ✔       | ✔       | ✔       | 2.      |
| Páv         |            | Ondrej Kandráč             | houslista, zpěvák, folklorista a moderátor    | ✔       |         | ✔       |         |         | ✔       | ✔       | ✔       | ✔       | 3.      |
| Chobotnička |            | Ilona Csáková              | zpěvačka                                      | ✔       |         | ✔       |         | ✔       |         | ✔       | ✔       | ✘       | —       |
| Králík      |            | Ľuboš Kostelný             | herec                                         |         | ✔       |         | ✔       |         | ✔       | ✔       | ✘       | —       | —       |
| Ufon        |            | David Kraus                | zpěvák, textař, skladatel a herec             | ✔       |         | ✔       |         | ✔       |         | ✘       | —       | —       | —       |
| Zmrzlina    |            | Sisa Lelkes Sklovská       | zpěvačka                                      |         | ✔       |         | ✔       |         | ✘       | —       | —       | —       | —       |
| Buldoček    |            | Milan „Junior“ Zimnýkoval  | moderátor                                     | ✔       |         | ✔       |         | ✘       | —       | —       | —       | —       | —       |
| Panda       |            | Karlos „Terminátor“ Vémola | MMA bojovník                                  |         | ✔       |         | ✘       | —       | —       | —       | —       | —       | —       |
| Jednorožec  |            | Eva Burešová               | herečka                                       | ✔       |         | ✘       | —       | —       | —       | —       | —       | —       | —       |
| Lev         |            | Maroš Kramár               | herec                                         |         | ✘       | —       | —       | —       | —       | —       | —       | —       | —       |
| Krokouš     |            | Zdeněk Pohlreich           | šéfkuchař                                     | ✘       | —       | —       | —       | —       | —       | —       | —       | —       | —       |
| Zdroje:     |            |                            |                                               |         |         |         |         |         |         |         |         |         |         |

## Díly

### První týden (6. září 2020)
| #          | Maska       | Interpret        | Píseň                  | Identita         | Výsledek      |
| První duel | První duel  | První duel       | První duel             | První duel       | První duel    |
| ---------- | ----------- | ---------------- | ---------------------- | ---------------- | ------------- |
| 1          | Páv         | Robbie Williams  | „Let Me Entertain You“ | neznámá          | ZÓNA OHROŽENÍ |
| 2          | Jednorožec  | Marika Gombitová | „Vyznanie“             | neznámá          | ZVÍTĚZIL      |
| Druhý duel |             |                  |                        |                  |               |
| 3          | Buldoček    | Baha Men         | „Who Let The Dogs Out“ | neznámá          | ZVÍTĚZIL      |
| 4          | Ufon        | Queen            | „Don’t Stop Me Now“    | neznámá          | ZÓNA OHROŽENÍ |
| Třetí duel |             |                  |                        |                  |               |
| 5          | Krokouš     | Apollo 440       | „Stop the Rock“        | Zdeněk Pohlreich | PROHRA        |
| 6          | Chobotnička | No Name          | „S láskou“             | neznámá          | ZVÍTĚZIL      |

### Druhý týden (13. září 2020)
| #          | Maska      | Interpret                          | Píseň                                            | Identita     | Výsledek      |
| První duel | První duel | První duel                         | První duel                                       | První duel   | První duel    |
| ---------- | ---------- | ---------------------------------- | ------------------------------------------------ | ------------ | ------------- |
| 1          | Bubák      | Nina Simone                        | „Feeling Good“                                   | neznámá      | ZÓNA OHROŽENÍ |
| 2          | Králík     | Bee Gees                           | „Night Fever“; „Stayin’ Alive“                   | neznámá      | ZVÍTĚZIL      |
| Druhý duel |            |                                    |                                                  |              |               |
| 3          | Panda      | Ego                                | „Žijeme len raz“                                 | neznámá      | ZÓNA OHROŽENÍ |
| 4          | Zmrzlina   | Beyoncé                            | „Single Ladies“                                  | neznámá      | ZVÍTĚZIL      |
| Třetí duel |            |                                    |                                                  |              |               |
| 5          | Lev        | Lucie                              | „Černí andělé“                                   | Maroš Kramár | PROHRA        |
| 6          | Robot      | Mark Ronson; Bruno Mars; Nightwork | „Uptown Funk“; „Locked Out of Heaven“; „Tepláky“ | neznámá      | ZVÍTĚZIL      |

### Třetí týden (20. září 2020)
| # | Maska       | Interpret    | Píseň                 | Identita     | Výsledek      |
| - | ----------- | ------------ | --------------------- | ------------ | ------------- |
| 1 | Ufon        | DNCE         | „Cake By The Ocean“   | neznámá      | ZÓNA OHROŽENÍ |
| 2 | Chobotnička | Tina Turner  | „The Best“            | neznámá      | ZÁCHRANA      |
| 3 | Buldoček    | Madonna      | „Hung Up“             | neznámá      | ZÁCHRANA      |
| 4 | Páv         | Ricky Martin | „Livin' La Vida Loca“ | neznámá      | ZÁCHRANA      |
| 5 | Jednorožec  | Sia          | „Chandelier“          | Eva Burešová | PROHRA        |

### Čtvrtý týden (27. září 2020)
| # | Maska    | Interpret        | Píseň                                     | Identita      | Výsledek      |
| - | -------- | ---------------- | ----------------------------------------- | ------------- | ------------- |
| 1 | Robot    | Lady Gaga        | „Bad Romance“; „Poker Face“; „Just Dance“ | neznámá       | ZÁCHRANA      |
| 2 | Panda    | Rytmus feat. Ego | „Deti stratenej generácie“                | Karlos Vémola | PROHRA        |
| 3 | Bubák    | Cher             | „The Shoop Shoop Song“                    | neznámá       | ZÁCHRANA      |
| 4 | Králík   | Alicia Keys      | „Fallin´“                                 | neznámá       | ZÁCHRANA      |
| 5 | Zmrzlina | Katy Perry       | „Firework“                                | neznámá       | ZÓNA OHROŽENÍ |

### Pátý týden (4. října 2020)
- Soutěžící společně zazpívali píseň „The Greatest Show“ (Hugh Jackman, Keala Settle, Zac Efron a Zendaya)

| # | Maska       | Interpret       | Píseň                                        | Identita         | Výsledek      |
| - | ----------- | --------------- | -------------------------------------------- | ---------------- | ------------- |
| 1 | Chobotnička | Pink            | „So What“                                    | neznámá          | ZÁCHRANA      |
| 2 | Ufon        | Imagine Dragons | „Believer“                                   | neznámá          | ZÓNA OHROŽENÍ |
| 3 | Buldoček    | Sagvan Tofi     | „Dávej, ber“                                 | Milan Zimnýkoval | PROHRA        |
| 4 | Bubák       | Whitney Houston | „I Wanna Dance with Somebody (Who Loves Me)“ | neznámá          | ZÁCHRANA      |

### Šestý týden (11. října 2020)
- Soutěžící společně zazpívali píseň „Sladké mámení“ (Zdena Studenková a Helena Vondráčková)

| # | Maska    | Interpret                     | Píseň                                             | Identita             | Výsledek      |
| - | -------- | ----------------------------- | ------------------------------------------------- | -------------------- | ------------- |
| 1 | Robot    | Robbie Williams               | „Angels“                                          | neznámá              | ZÁCHRANA      |
| 2 | Zmrzlina | Fergie feat. Q-Tip & GoonRock | „A Little Party Never Killed Nobody (All We Got)“ | Sisa Lelkes Sklovská | PROHRA        |
| 3 | Páv      | Elán                          | „Nie sme zlí“                                     | neznámá              | ZÓNA OHROŽENÍ |
| 4 | Králík   | Kristína                      | „Ta ne“                                           | neznámá              | ZÁCHRANA      |

### Sedmý týden (18. října 2020)
| # | Maska       | Interpret                             | Píseň       | Identita    | Výsledek      |
| - | ----------- | ------------------------------------- | ----------- | ----------- | ------------- |
| 1 | Chobotnička | Jessie J, Ariana Grande & Nicki Minaj | „Bang Bang“ | neznámá     | ZÓNA OHROŽENÍ |
| 2 | Páv         | IMT Smile                             | „Nepoznám“  | neznámá     | ZÁCHRANA      |
| 3 | Králík      | Stromae                               | „Papaoutai“ | neznámá     | ZÁCHRANA      |
| 4 | Robot       | Maroon 5                              | „Sugar“     | neznámá     | ZÁCHRANA      |
| 5 | Bubák       | Petra Černocká                        | „Saxana“    | neznámá     | ZÁCHRANA      |
| 6 | Ufon        | Karol Duchoň                          | „Šiel Šiel“ | David Kraus | PROHRA        |

### Osmý týden (25. října 2020)
| # | Maska       | Interpret      | Píseň                                         | Identita       | Výsledek      |
| - | ----------- | -------------- | --------------------------------------------- | -------------- | ------------- |
| 1 | Robot       | Frank Sinatra  | „My Way“                                      | neznámá        | ZÁCHRANA      |
| 2 | Králík      | Tones and I    | „Dance Monkey“                                | Ľuboš Kostelný | PROHRA        |
| 3 | Chobotnička | ABBA           | „SOS“; „Money, Money, Money“; „Dancing Queen“ | neznámá        | ZÁCHRANA      |
| 4 | Páv         | Tublatanka     | „Dnes“; „Pravda víťazí“                       | neznámá        | ZÓNA OHROŽENÍ |
| 5 | Bubák       | Rag'n'Bone Man | „Skin“                                        | neznámá        | ZÁCHRANA      |

### Devátý týden – semifinále (1. listopadu 2020)
- Libor Bouček, Michal Hudák a Jakub Prachař zazpívali píseň „Štěstí je krásná věc“ od Richarda Müllera.
- Soutěžící společně zazpívali píseň „I Gotta Feeling“ od The Black Eyed Peas.

| # | Maska       | Interpret                                   | Píseň                                                 | Identita      | Výsledek      |
| - | ----------- | ------------------------------------------- | ----------------------------------------------------- | ------------- | ------------- |
| 1 | Bubák       | Robin Thicke feat. T.I. & Pharrell Williams | „Blurred Lines“                                       | neznámá       | ZÓNA OHROŽENÍ |
| 2 | Robot       | Ed Sheeran                                  | „Perfect“                                             | neznámá       | ZÁCHRANA      |
| 3 | Chobotnička | Adam Ďurica                                 | „Mandolína“                                           | Ilona Csáková | PROHRA        |
| 4 | Páv         | Michal David                                | „Céčka, sbírá céčka“; „Colu, pijeme colu“; „Non stop“ | neznámá       | ZÁCHRANA      |

### Desátý týden – finále (8. listopadu 2020)
| # | Maska | Interpret         | Píseň                              | Identita       | Výsledek    |
| - | ----- | ----------------- | ---------------------------------- | -------------- | ----------- |
| 1 | Robot | Justin Timberlake | „Can't Stop the Feeling!“          | David Gránský  | DRUHÉ MÍSTO |
| 1 | Robot | Adele             | „Skyfall“                          | David Gránský  | DRUHÉ MÍSTO |
| 2 | Bubák | Dara Rolins       | „Arabela“                          | Lucia Siposová | VÍTĚZ       |
| 2 | Bubák | Michael Jackson   | „Bad“; „Black or White“; „Beat It“ | Lucia Siposová | VÍTĚZ       |
| 3 | Páv   | Karel Gott        | „Dám dělovou ránu“                 | Ondrej Kandráč | Třetí MÍSTO |

## Seznam dílů
| #  | Epizoda                   | Premiéra          | Premiéra          | Vysílací čas | Vysílací čas | Sledovanost | Sledovanost | Ref.          |
| #  | Epizoda                   | Česko             | Slovensko         | Prima        | JOJ          | Česko       | Slovensko   | Ref.          |
| -- | ------------------------- | ----------------- | ----------------- | ------------ | ------------ | ----------- | ----------- | ------------- |
| 1  | První týden               | 6. září 2020      | 6. září 2020      | Neděle 20.15 | Neděle 20.35 | 780 000     | 508 000     | [ 13 ] [ 14 ] |
| 2  | Druhý týden               | 13. září 2020     | 13. září 2020     | Neděle 20.15 | Neděle 20.35 | 526 000     | 263 000     | [ 15 ] [ 16 ] |
| 3  | Třetí týden               | 20. září 2020     | 20. září 2020     | Neděle 20.15 | Neděle 20.35 | 478 000     | —           | [ 17 ]        |
| 4  | Čtvrtý týden              | 27. září 2020     | 27. září 2020     | Neděle 20.15 | Neděle 20.35 | 416 000     | 195 000     | [ 18 ] [ 19 ] |
| 5  | Pátý týden                | 4. října 2020     | 3. října 2020     | Neděle 21.25 | Sobota 21.30 | 336 000     | —           | [ 20 ]        |
| 6  | Šestý týden               | 11. října 2020    | 10. října 2020    | Neděle 21.25 | Sobota 21.30 | 358 000     | —           | [ 21 ]        |
| 7  | Sedmý týden               | 18. října 2020    | 17. října 2020    | Neděle 21.25 | Sobota 22.10 | 301 000     | —           | [ 22 ]        |
| 8  | Osmý týden                | 25. října 2020    | 24. října 2020    | Neděle 21.25 | Sobota 22.55 | 286 000     | —           | [ 23 ]        |
| 9  | Devátý týden – semifinále | 1. listopadu 2020 | 31. října 2020    | Neděle 21.25 | Sobota 22.55 | —           | —           | —             |
| 10 | Desátý týden – finále     | 8. listopadu 2020 | 7. listopadu 2020 | Neděle 21.25 | Sobota 22.35 | 389 000     | —           | [ 24 ]        |